# 존 스미스 (노동당 대표)
존 스미스(영어: John Smith, 1938년 9월 13일~1994년 5월 12일)는 영국의 정치인이다. 제임스 캘러헌 내각에서 무역장관을 맡았으며, 이후 예비 내각에서 여러 직함을 맡았다. 1992년 총선에서 패배한 책임을 지고 닐 키넉이 노동당 대표에서 물러나자 후임으로 선출됐다. 대표로 선출된 뒤에는 키넉에 이어 노동당 내 개혁을 주도했다. 1994년 심근 경색으로 갑작스럽게 사망했다.